# Codificação superdensa

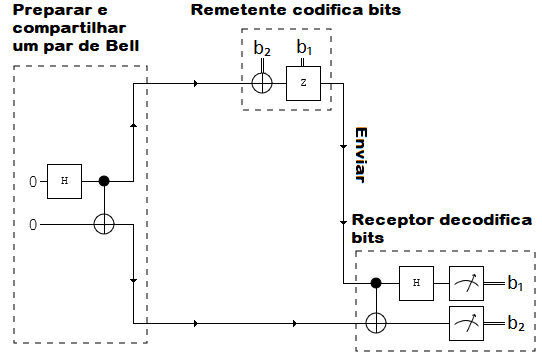
Quando o remetente e o receptor compartilham o estado Bell, dois bits clássicos podem ser compactados em um qubit. Consulte a seção abaixo "O protocolo" para obter mais detalhes sobre esta imagem.

Na teoria da informação quântica., a codificação superdensa é um protocolo de comunicação quântica para transmitir dois bits clássicos de informação (ou seja, 00, 01, 10 ou 11) de um remetente (geralmente chamado Alice) para um receptor (geralmente chamado Bob), enviando apenas um qubit de Alice para Bob, sob a suposição de Alice e Bob pré-compartilharem um estado emaranhado.  Este protocolo foi proposto pela primeira vez por Bennett e Weisner em 1992 e atualizado experimentalmente em 1996 pela Mattel, Weinfurter, Kwiat e Zeilinger usando pares de fótons emaranhados.  Ao executar uma das quatro operações de porta quântica no qubit (emaranhado) que ela possui, Alice pode pré-organizar a medida que Bob faz. Depois de receber o qubit de Alice, operando no par e medindo os dois, Bob tem dois bits clássicos de informação. Se Alice e Bob ainda não compartilham o emaranhamento antes do início do protocolo, é impossível enviar dois bits clássicos usando 1 qubit, pois isso violaria o teorema de Holevo
A codificação superdensa é o princípio subjacente da codificação quântica secreta segura. A necessidade de ter os dois qubits para decodificar as informações enviadas elimina o risco de interceptadores interceptarem mensagens.

## Protocolo
O protocolo pode ser dividido em cinco etapas diferentes: preparação, compartilhamento, codificação, envio e decodificação.

### Preparação
O protocolo começa com a preparação de um estado emaranhado, que é posteriormente compartilhado entre Alice e Bob. Suponha que o seguinte estado de Bell
{\displaystyle |\Phi ^{+}\rangle ={\frac {1}{\sqrt {2}}}(|0\rangle _{A}\otimes |0\rangle _{B}+|1\rangle _{A}\otimes |1\rangle _{B})}
onde {\displaystyle \otimes } denota o produto tensor, é preparado. Nota: podemos omitir o símbolo do produto tensorial {\displaystyle \otimes } e escrever o estado Bell como
{\displaystyle |\Phi ^{+}\rangle ={\frac {1}{\sqrt {2}}}(|0_{A}0_{B}\rangle +|1_{A}1_{B}\rangle )}.

### Compartilhamento
Após a preparação do estado de Bell {\displaystyle |\Phi ^{+}\rangle }, o qubit indicado pelo subscrito A é enviado a Alice e o qubit indicado pelo subscrito B é enviado a Bob (nota: esse é o motivo pelo qual esses estados possuem subscritos). Nesse ponto, Alice e Bob podem estar em locais completamente diferentes (que podem estar muito distantes um do outro).
Pode haver um longo período de tempo entre a preparação e o compartilhamento do estado emaranhado {\displaystyle |\Phi ^{+}\rangle } e o restante das etapas do procedimento.

### Codificação
Aplicando uma porta quântica em seu qubit localmente, Alice pode transformar o estado emaranhado {\displaystyle |\Phi ^{+}\rangle } em qualquer um dos quatro estados de Bell (incluindo, é claro, {{\displaystyle |\Phi ^{+}\rangle }). Observe que esse processo não pode "quebrar" o emaranhamento entre os dois qubits.
Vamos agora descrever quais operações Alice precisa executar em seu qubit emaranhado, dependendo da mensagem clássica de dois bits que ela deseja enviar para Bob. Mais tarde, veremos por que essas operações específicas são executadas. Existem quatro casos, que correspondem às quatro possíveis sequências de dois bits que Alice pode querer enviar.
1. Se Alice quiser enviar a seqüência clássica de dois bits 00 para Bob, ela aplicará o portão quântico de identidade, {\displaystyle \mathbb {I} ={\begin{bmatrix}1&0\\0&1\end{bmatrix}}}, ao seu qubit, para que ele permaneça inalterado. O estado emaranhado resultante é então
{\displaystyle |\Phi ^{+}\rangle :=|B_{00}\rangle ={\frac {1}{\sqrt {2}}}(|0_{A}0_{B}\rangle +|1_{A}1_{B}\rangle )}
Em outras palavras, o estado emaranhado compartilhado entre Alice e Bob não mudou, ou seja, ainda é {\displaystyle |\Phi ^{+}\rangle }. A notação {\displaystyle |B_{00}\rangle } também é usada para lembrar o fato de que Alice deseja enviar a string de dois bits 00.
2. Se Alice deseja enviar a seqüência clássica de dois bits 10 para Bob, ela aplica a {\displaystyle Z={\begin{bmatrix}1&0\\0&-1\end{bmatrix}}} quântica de "inversão de fase" ao seu qubit, para que o estado emaranhado resultante se torne
{\displaystyle |\Phi ^{-}\rangle :=|B_{10}\rangle ={\frac {1}{\sqrt {2}}}(|0_{A}0_{B}\rangle -|1_{A}1_{B}\rangle )}
3. Se Alice quiser enviar a seqüência clássica de dois bits 01 para Bob, ela aplicará a matriz 0 'NOT' '(ou' 'bit-flip' '), {\displaystyle X={\begin{bmatrix}0&1\\1&0\end{bmatrix}}}, ao seu qubit, para que o resultado estado quântico emaranhado se torne
{\displaystyle |\Psi ^{+}\rangle :=|B_{01}\rangle ={\frac {1}{\sqrt {2}}}(|1_{A}0_{B}\rangle +|0_{A}1_{B}\rangle )}
4. Se, em vez disso, Alice quiser enviar a clássica seqüência de dois bits 11 para Bob, ela aplicará a porta quântica {\displaystyle Z*X} ao seu qubit, para que o estado emaranhado resultante se torne
{\displaystyle |\Psi ^{-}\rangle :=|B_{11}\rangle ={\frac {1}{\sqrt {2}}}(|0_{A}1_{B}\rangle -|1_{A}0_{B}\rangle )}
As matrizes {\displaystyle X} e {\displaystyle Z} são duas das matrizes de Pauli. Os estados quânticos {\displaystyle |\Phi ^{+}\rangle }, {\displaystyle |\Psi ^{+}\rangle }, {\displaystyle |\Phi ^{-}\rangle } e {\displaystyle |\Psi ^{-}\rangle } (ou, respectivamente, {\displaystyle B_{00},B_{01},B_{10}} and {\displaystyle B_{11}}) são o estados de Bell.

### Envio
Depois de executar uma das operações descritas acima, Alice pode enviar seu qubit emaranhado para Bob usando uma rede quântica através de algum meio físico convencional.

### Decodificação
Para que Bob descubra quais bits clássicos Alice enviou, ele executará a operação unitária CNOT, com A como qubit de controle e B como qubit de destino. Então, ele executará a operação unitária {\displaystyle H\otimes I} no qubit emaranhado A. Em outras palavras, a porta quântica Hadamard H é aplicada apenas a A (veja a figura acima).
- Se o estado emaranhado resultante for {\displaystyle B_{00}}, após a aplicação das operações unitárias acima, o estado emaranhado se tornará {\displaystyle |00\rangle }
- Se o estado emaranhado resultante for {\displaystyle B_{01}}, após a aplicação das operações unitárias acima, o estado emaranhado se tornará {\displaystyle |01\rangle }
- Se o estado emaranhado resultante foi {\displaystyle B_{10}}, após a aplicação das operações unitárias acima, o estado emaranhado se tornará {\displaystyle |10\rangle }
- Se o estado emaranhado resultante for {\displaystyle B_{11}}, após a aplicação das operações unitárias acima, o estado emaranhado se tornará {\displaystyle |11\rangle }

Essas operações executadas por Bob podem ser vistas como uma medida que projeta o estado emaranhado em um dos quatro vetores de dois qubit de base {\displaystyle |00\rangle ,|01\rangle ,|10\rangle } ou {\displaystyle |11\rangle }

### Exemplo
Por exemplo, se o estado emaranhado resultante (após as operações executadas por Alice) fosse {\displaystyle |\Psi ^{+}\rangle :=B_{01}={\frac {1}{\sqrt {2}}}(|1_{A}0_{B}\rangle +|0_{A}1_{B}\rangle )}, então um CNOT com A como bit de controle e B como bit de destino mudará {\displaystyle B_{01}} para {\displaystyle B_{01}'={\frac {1}{\sqrt {2}}}(|1_{A}1_{B}\rangle +|0_{A}1_{B}\rangle )}. Agora, o portão Hadamard é aplicado apenas a A, para obter
{\displaystyle B_{01}''={\frac {1}{\sqrt {2}}}\left({\left({\frac {1}{\sqrt {2}}}(|0\rangle -|1\rangle )\right)}_{A}\otimes |1_{B}\rangle +{\left({\frac {1}{\sqrt {2}}}(|0\rangle +|1\rangle )\right)}_{A}\otimes |1_{B}\rangle \right)}
Para simplificar, vamos nos livrar dos subscritos, então temos
{\displaystyle B_{01}''={\frac {1}{\sqrt {2}}}\left({\frac {1}{\sqrt {2}}}(|0\rangle -|1\rangle )\otimes |1\rangle +{\frac {1}{\sqrt {2}}}(|0\rangle +|1\rangle )\otimes |1\rangle \right)={\frac {1}{\sqrt {2}}}\left({\frac {1}{\sqrt {2}}}(|01\rangle -|11\rangle )+{\frac {1}{\sqrt {2}}}(|01\rangle +|11\rangle )\right)={\frac {1}{2}}|01\rangle -{\frac {1}{2}}|11\rangle +{\frac {1}{2}}|01\rangle +{\frac {1}{2}}|11\rangle =|01\rangle }
Agora, Bob tem o estado base {\displaystyle |01\rangle }, então ele sabe que Alice queria enviar a sequência de dois bits 01.